# Selci
Selci település Olaszországban, Lazio régióban, Rieti megyében. Lakosainak száma 1109 fő (2023. január 1.). Selci Cantalupo in Sabina, Forano, Tarano, Torri in Sabina és Casperia községekkel határos.

## Népesség
A település lakossága az elmúlt években az alábbi módon változott:
| Lakosok száma | 1096 | 1099 | 1109 |
|               | 2017 | 2018 | 2023 |